# Глинянська міська рада
| Глинянська міська рада — орган місцевого самоврядування у Львівському районі Львівської області з адміністративним центром у м. Глиняни. Водоймища на території, підпорядкованій даній раді: річки Перегноївка, Тимковецький Потік. Міській раді підпорядковані населені пункти: - м. Глиняни - с. Женів |

## Склад ради
Рада складається з 22 депутатів та голови.

### Керівний склад ради
| ПІБ                       | Основні відомості                                               | Дата обрання | Дата звільнення |
| ------------------------- | --------------------------------------------------------------- | ------------ | --------------- |
| Тимняк Михайло Михайлович | Міський голова, 1946 року народження, освіта                    | 26.03.2006   | 31.10.2010      |
| Шульга Ігор Зіновійович   | Міський голова, 1963 року народження, освіта вища, безпартійний | 31.10.2010   |                 |

Примітка: таблиця складена за даними джерела